# Maerua elegans
Maerua elegans är en kaprisväxtart som beskrevs av Ernst Wilczek. Maerua elegans ingår i släktet Maerua och familjen kaprisväxter. Inga underarter finns listade i Catalogue of Life.